# Peace Virus – Die Bedrohung
Peace Virus – Die Bedrohung ist ein Film aus dem Jahr 2002. Regie führte John Murlowski.

## Handlung
Elliott Nesher hat einen bösartigen Computervirus entwickelt, um seinem einstigen Arbeitgeber Brad Weston, der jetzt eine große Computerfirma besitzt, zu schaden. Dabei nutzt er Brads Sohn Dylan Weston aus, um den Virus in das Computersystem des Konzerns zu schmuggeln. Dieser lädt eine verseuchte MP3-Datei auf den Rechner seines Vaters, als er an dessen PC war. Daraufhin wird der Virus aktiviert. Dieser sollte nach Elliotts Plan die Menschheit von der Technik befreien, jedoch entwickelt der Virus ein Eigenleben und versucht, die gesamte Menschheit zu vernichten. Dabei lässt er Aufzüge abstürzen, schaltet Ampeln um und lässt Flugzeuge kollidieren. Bei der letzten Aktion stirbt Elliott, der sich absetzen wollte. Der Virus hat insgesamt mehrere Tausend Menschen getötet.
Am Ende soll das Kernkraftwerk der Stadt in die Luft fliegen. Dies versuchen Brad, sein Kollege Russ, Alex und Dylan zu verhindern, was am Ende mit einem Happy End gelingt.

## Rezeption
Das Lexikon des internationalen Films meinte zu Peace Virus: „Leidlich unterhaltsame, wenn auch jederzeit vorhersehbare Mischung aus (Fernseh-) Science-Fiction- und Katastrophenfilm“.
Cinema.de bewertete den Film als „Pseudovisionäre[n], billige[n] Hackerkrimi“.

## Hintergrund
- Der Film wurde in Los Angeles gedreht, einer der Drehorte war das Tillman Water Reclamation Plant, wo auch einige Folgen von Star Trek[3] und anderen Serien gedreht wurden.